# Kanton Saint-Amand-Montrond
Kanton Saint-Amand-Montrond (francouzsky Canton de Saint-Amand-Montrond) je francouzský kanton v departementu Cher v regionu Centre-Val de Loire. Tvoří ho 13 obcí.

## Obce kantonu
- Bouzais
- Bruère-Allichamps
- La Celle
- Colombiers
- Drevant
- Farges-Allichamps
- La Groutte
- Marçais
- Meillant
- Nozières
- Orcenais
- Orval
- Saint-Amand-Montrond